# William Renshaw

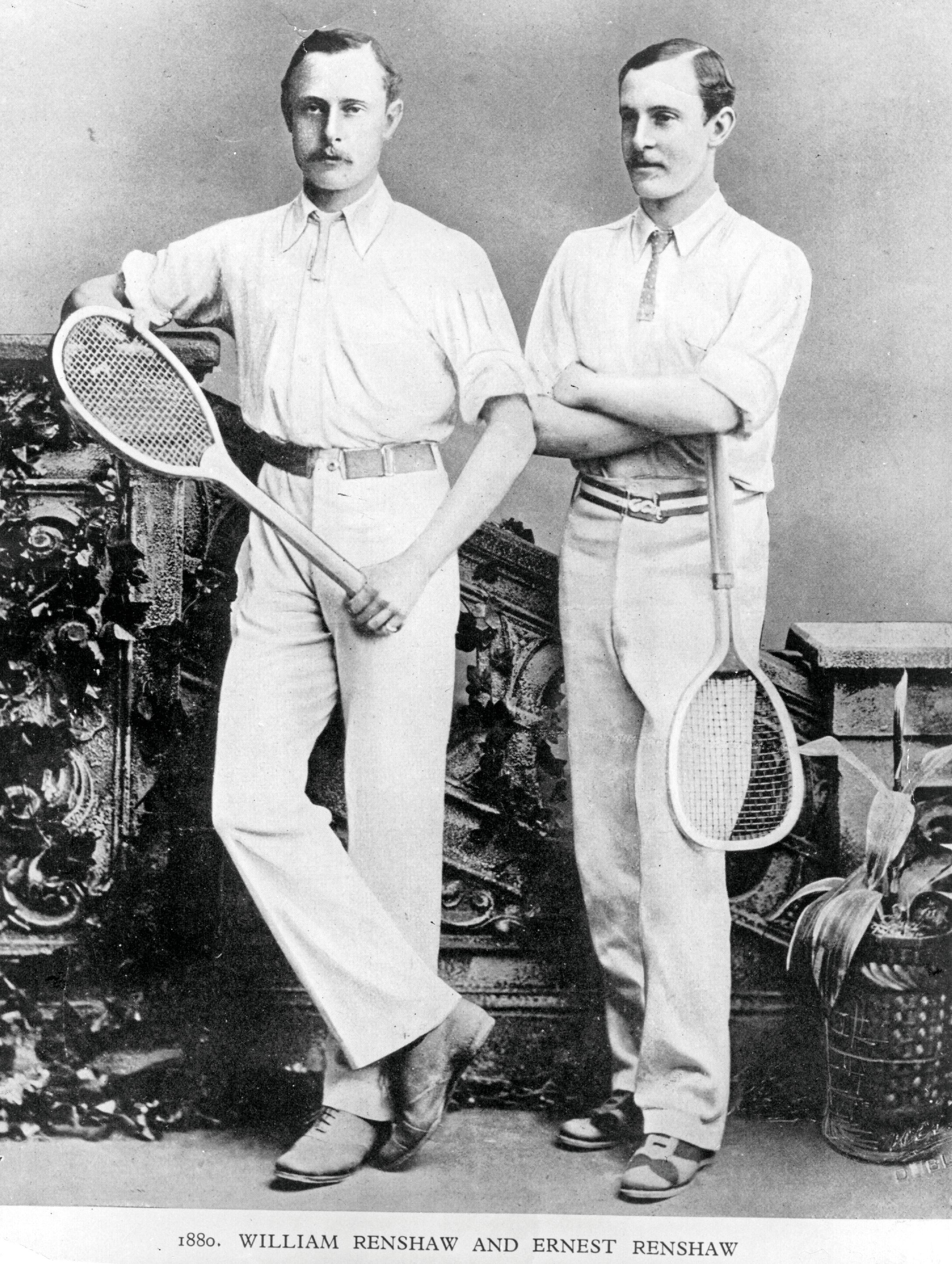
William y Ernest Renshaw.

William "Willy" Charles Renshaw (3 de enero de 1861-12 de agosto de 1904) fue uno de los más grandes tenistas que tuvo el Reino Unido, destacándose en los años 1880, época en la que consiguió un total de 14 títulos en Wimbledon.
Nacido en Leamington, Warwickshire debutó en Wimbledon en 1880, perdiendo en la tercera ronda ante O.E Woodhouse. A partir de allí consiguió 7 títulos en individuales, 6 de ellos en forma consecutiva. Este último se mantiene al día hoy como un récord que tuvo varios intentos de ser alcanzado (Björn Borg y Roger Federer obtuvieron 5 en forma consecutiva) pero que nadie lo pudo lograr. Igualmente, los récords de Borg y Federer son considerados los "récords modernos", ya que en la época de Renshaw el campeón jugaba directamente en la final al año siguiente (challenge round), y actualmente se deben jugar 7 partidos para consagrarse campeón del torneo, lo que lo hace un hecho extremadamente difícil de igualar.
Su título quizás más espectacular fue el de 1889, cuando en la final de all-comers ante Harry Barlow levantó 6 puntos de partido y luego remontó un 0-5 en el quinto set. En la final derrotó a su hermano mellizo, Ernest Renshaw, a quien ya había vencido en las finales de 1882 y 1883. Junto a este último conquistó un total de 7 títulos de Wimbledon en dobles (récord luego superado por los hermanos Doherty, con 8 títulos). Sus 14 títulos en Wimbledon se mantienen como un récord histórico.
Su juego era agresivo, con un saque y un smash (golpe que se le atribuye como el primero en usarlo) poderosos y frecuentes acercamientos a la red. Su récord de 15 partidos consecutivos ganados en singles en Wimbledon, fue recién superado en 1936 por Fred Perry, 14 años después de eliminado el challenge round. Junto a su hermano, fueron los primeros en tomarse en serio el deporte, jugando torneos en Gran Bretaña en el verano y en la Riviera francesa en el invierno (construyeron una cancha de tenis en Cannes en 1880. Murió en Swanage, Dorset en 1904 a los 43 años; y fue incorporado al Salón internacional de la fama del tenis en 1983, junto a su hermano mellizo.

## Finales de Grand Slam

### Campeón individuales (7)
| Año  | Campeonato | Oponente en la final | Resultado               |
| 1881 | Wimbledon  | John Hartley         | 6-0, 6-1, 6-1           |
| 1882 | Wimbledon  | Ernest Renshaw       | 6-1, 2-6, 4-6, 6-2, 6-2 |
| 1883 | Wimbledon  | Ernest Renshaw       | 2-6, 6-3, 6-3, 4-6, 6-3 |
| 1884 | Wimbledon  | Herbert Lawford      | 6-0, 6-4, 9-7           |
| 1885 | Wimbledon  | Herbert Lawford      | 7-5, 6-2, 4-6, 7-5      |
| 1886 | Wimbledon  | Herbert Lawford      | 6-0, 5-7, 6-3, 6-4      |
| 1889 | Wimbledon  | Ernest Renshaw       | 7-5, 6-2, 4-6, 7-5      |

### Finalista individuales (1)
| Año  | Campeonato | Oponente en la final | Resultado               |
| 1890 | Wimbledon  | Willoughby Hamilton  | 8-6, 2-6, 6-3, 1-6, 1-6 |

### Campeón dobles (7)
| Año  | Torneo    | Pareja         | Oponentes en la final                    | Resultado           |
| 1880 | Wimbledon | Ernest Renshaw | O.E. Woodhouse / C.J. Cole               |                     |
| 1881 | Wimbledon | Ernest Renshaw | W.J. Down / H. Vaughn                    |                     |
| 1884 | Wimbledon | Ernest Renshaw | Ernest Lewis / Edward Williams           | 6-3 6-1 1-6 6-4     |
| 1885 | Wimbledon | Ernest Renshaw | Claude Farrer / Arthur Stanley           | 6-3 6-3 10-8        |
| 1886 | Wimbledon | Ernest Renshaw | Claude Farrer / Arthur Stanley           | 6-3 6-3 4-6 7-5     |
| 1888 | Wimbledon | Ernest Renshaw | Patrick Bowes-Lyon / Herbert Wilberforce | 2-6 1-6 6-3 6-4 6-3 |
| 1889 | Wimbledon | Ernest Renshaw | George Hillyard / Ernest Lewis           | 6-4 6-4 3-6 0-6 6-1 |